# 迷情花園
《迷情花園》是1997年加拿大导演汤姆·菲茨杰拉德导演的一部电影，获同年多伦多电影节最佳影片及最受欢迎影片奖，及吉尼獎最佳編劇及最佳男、女配角。该片探索青少年病态心理，运用了大量镜头闪回、往返穿插，并对主观观点的叙事进行了别具一格的实验，有意模糊真实与想像、主观与客观、现在与过去的界限。

## 情节
威廉离家十年后回到故乡——加拿大新斯科舍半岛参加他妹妹与他少年时的朋友兼情人弗莱彻的婚礼。威廉见到了他那酗酒的父亲、逆来顺受的母亲以及年迈而有些歇斯底里的祖母，还有一个以前他从未听说过的妹妹瓦奥菜特。威廉回到故地，往昔的怅恫和失落不断涌现出来。
威廉少年时因为很胖感到自卑和苦恼，女孩子也不愿和他约会。他的父亲极端粗暴和自私，对他动辄拳脚相加。苦闷和凌辱使威廉变成一个郁郁寡欢的少年。一天威廉和他的好友弗菜彻在花园里按棕不住青春的萌动互相抚摸起来。这一幕被威廉的祖母在楼上看见。祖母大受刺激，失手打碎了心爱的圣母像，总觉得再也无法洗洁自己和威廉的罪过。
母亲认为儿子搞同性恋是因为他有性的要求无法满足，于是特意带威廉到一个妓女家出钱让威廉体验一回性的滋味。威廉在妓女的引导下初识男女之事，但他却感到十分屈辱和忧伤。第二天，威廉在花园里上吊自杀未遂，最终选择了离开。
十年后的今天，归来的威廉已经瘦得连母亲都快认不出他了。婚礼之后，母亲不辞而别，似乎她早已厌倦了被丈夫颐指气使的卑琐生活，专等儿子回来、女儿结婚后甩淖丈夫这个包袱，开辟新的天地。威廉和父亲寻找未果，只好放弃。
威廉的妹夫弗莱彻仍向他大献殷勤。而他新的发现是，瓦奥莱持实际上是他的女儿。
威廉在花园里屡次看见自己吊死后的幽灵。终于在一天清晨，威廉跑入花园，抱起他想像中的自己的尸体，失声痛哭。威廉在埋葬了昔日的幽灵后，多年的心结总算完全释解。